# Bolíviai sol

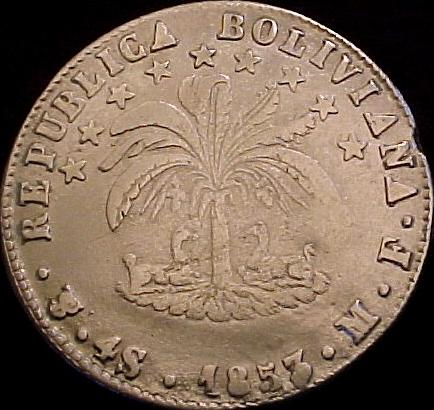
8 sol-os pénzérme (1853)

A sol Bolívia egyik pénzneme volt 1827 és 1864 között. A solt a spanyol gyarmati real helyett vezették be 1:1 arányban. 16 ezüst sol ért egy arany scudót. 1864-ben, a tízes pénzrendszerre való áttérés miatt a sol (és a scudo) helyébe a bolivianót vezették be 1 boliviano = 8 sol arányban.